# Ivan Meheš
Ivan Meheš (Zagreb, 1965.) je hrvatski košarkaški trener i nekadašnji profesionalni košarkaš. Počeo je igrati 1975. u košarkaškom klubu Zapruđe. Igračku karijeru je završio 2000. kada je postao trener u košarkaškom klubu Dona Dubrava.

## Igračka karijera

### Školovanje i početak karijere
Meheš je pohađao Osnovnu školu Karl Marx u Zagrebu. Škola se natjecala u Jugoslavenskom prvenstvu osnovnih škola, Hrvatskom prvenstvu osnovnih škola i u Kupu Radivoja Koraća i 1979. godine osvojili su prvo mjesto u Hrvatskom prvenstvu osnovnih škola i prvo mjesto u Kupu Radivoja Koraća u Vogošći.
Košarku je nastavio igrati u Ugostiteljsko-hotelijerskom centru u Zagrebu. 1982. godine je osvojio Hrvatsko prvenstvo srednjih škola.

### Reprezentacija
Meheš je 1980. bio kapetan hrvatske kadetske reprezentacije i s njom je osvojio treće mjesto u natjecanju jugoslavenskih republika, a 1982. je bio igrač jugoslavenske reprezentacije.

### Klubovi

#### Zapruđe
Za košarkaški klub Zapruđe Meheš je igrao od 1975. do 1984. Klub je 1980. ušao u hrvatsku ujedinjenu ligu i osvojio je treće mjesto u hrvatskom kadetskom prvenstvu.

#### Zrinjevac
Sljedeći klub u kojem je igrao, bio je košarkaški klub Monting, od 1984. do 1988., koji je tada igrao jugoslavensku B1 ligu. Meheš se 1990. vratio u klub, tada pod imenom KK Industromontaža, s kojim je igrao hrvatsku A1 ligu.
Klub je 1992. promijenio ime u KK Zrinjevac. Meheš je kao kapetan ekipe igrao hrvatsku A1 ligu, Kup Krešimira Ćosića i Kup Radivoja Koraća. U završnicu hrvatskog prvenstva i kupa ušli su 1994. Za Božić 1993. je bio organiziran Božićni košarkaški turnir (prvi takve vrste u Hrvatskoj). Meheš je osvojio nagradu za najkorisnijeg igrača.

#### Zagreb
U samo dvije godine u omladinskom košarkaškom klubu Novi Zagreb, koliko je Meheš igrao, klub je osvojio ulazak u jugoslavensku A1 ligu što je bio veliki uspjeh za ondašnje vrijeme.

#### Dubrava
U košarkaški klub Benston (kasnije KK Dona Dubrava) Meheš je došao 1999. Tada su igrali u hrvatskoj A1 ligi i u Kupu Radivoja Koraća.
Meheš je prestao igrati 2000. kada je igranje zamijenio ulogom pomoćnog trenera.

## Vanjske poveznice
- KK Podsused  Arhivirana inačica izvorne stranice od 30. prosinca 2014. (Wayback Machine)